# Championnat de France de hockey sur glace 2020-2021
Saison précédente Saison suivante
La saison 2020-2021 est la 100e saison du championnat de France de hockey sur glace. La pandémie du COVID-19 influe une deuxième saison consécutive sur le déroulement des championnats. 
Il n'y a pas de promotions et de relégations à l'issue de cette saison.
La Ligue Magnus va à son terme malgré plusieurs semaines d'interruption, mais se déroule sans séries éliminatoires. Le championnat se déroule sous forme d'aller-retour soit 22 matchs. Il est remporté par Rouen.
En Division 1, le championnat est interrompu après trois journées seulement. Après cette interruption, la structure du championnat est modifiée. Les résultats déjà joués sont annulés. Deux poules de sept équipes réparties de manière géographique sont constituées. Ce championnat se dispute sous forme d'aller-retour. Les deux premiers de chaque poule se qualifient pour un final four remporté par les Spartiates de Marseille.
En Division 2 et 3, l'interruption des rencontres fin octobre contrairement aux deux premières divisions sera définitive. Aucun titre n'est décerné.
En Division 3, Épinal Hockey Club II et Lynx de Valence II cessent leurs activités à la fin de la saison.

## Règlement
Il s'applique pour toutes les divisions.

### Points
Les points sont attribués de la façon suivante :
- victoire dans le temps réglementaire : 3 points ;
- victoire en prolongation ou aux tirs au but : 2 points ;
- défaite en prolongation ou aux tirs au but : 1 point ;
- défaite dans le temps réglementaire : 0 point.

### Classement
Les équipes sont classées en fonction du nombre de points qu'elles ont enregistré. En cas d'égalité, les critères suivants sont appliqués :
1. Points dans les rencontres directes ;
2. Nombre de matchs perdus par forfait ;
3. Nombre de buts marqués dans le temps réglementaire entre les équipes concernées ;
4. Différence de buts générale ;
5. Quotient buts marqués / buts encaissés lors de tous les matchs de la poule ;
6. Nombre de buts marqués lors de tous les matchs de la poule.

Si après avoir épuisé tous ces critères, deux équipes sont toujours à égalité, un match de barrage est alors organisé sur terrain neutre.

## Synerglace Ligue Magnus

### Équipes engagées
| \| Amiens Angers Anglet Bordeaux Briançon Cergy-Pontoise Chamonix Gap Grenoble Mulhouse Nice Rouen \| Localisation des clubs engagés en Synerglace Ligue Magnus. · Tenant du titre |
| Amiens Angers Anglet Bordeaux Briançon Cergy-Pontoise Chamonix Gap Grenoble Mulhouse Nice Rouen                                                                                    |

| Club                             | Dernière montée | Classement 2019-2020 | Entraîneur       | Patinoire                    | Capacité théorique | Nombre de saisons en Magnus |
| -------------------------------- | --------------- | -------------------- | ---------------- | ---------------------------- | ------------------ | --------------------------- |
| Brûleurs de loups de Grenoble    | 2000            | 1er                  | Edo Terglav      | Patinoire Polesud            | 4 208              | 48                          |
| Dragons de Rouen                 | 1985            | 2e                   | Fabrice Lhenry   | L'Île Lacroix                | 3 078              | 36                          |
| Ducs d'Angers                    | 1992            | 3e                   | Brennan Sonne    | Angers IceParc               | 3 520              | 29                          |
| Gothiques d'Amiens               | 1982            | 4e                   | Anthony Mortas   | Coliseum                     | 3 400              | 39                          |
| Scorpions de Mulhouse            | 2017            | 5e                   | Alexandre Gagnon | Patinoire de l'Illberg       | 1 600              | 5                           |
| Boxers de Bordeaux               | 2015            | 6e                   | Olivier Dimet    | Patinoire de Mériadeck       | 3 200              | 6                           |
| Rapaces de Gap                   | 2009            | 7e                   | Éric Blais       | Alp'Arena                    | 2 930              | 47                          |
| Pionniers de Chamonix Mont-Blanc | 2005            | 8e                   | Timo Saarikoski  | Centre sportif Richard-Bozon | 1 700              | 87                          |
| Aigles de Nice                   | 2016            | 9e                   | Stanislav Sutor  | Palais des sports Jean-Bouin | 1 200              | 5                           |
| Hormadi Anglet                   | 2018            | 10e                  | David Dostal     | Patinoire de la Barre        | 1 200              | 13                          |
| Diables rouges de Briançon       | 2019            | 11e                  | Eric Medeiros    | Patinoire René-Froger        | 2 300              | 47                          |
| Jokers de Cergy-Pontoise         | 2020            | 1er (Division 1)     | Jonathan Paredes | Aren'ice                     | 3 000              | 1                           |

Légende des couleurs
- En gras : vainqueur de la saison régulière, qualifié pour la Ligue des champions 2020-2021
- En gras et en italique : promu de Division 1 2019-2020

### Saison régulière

#### Déroulement
La saison régulière se joue normalement du 26 septembre 2020 au 5 mars 2021. Réunies au sein d'une poule unique, les 12 équipes se rencontrent en double matchs aller-retour. À l'issue de cette première phase, les 8 premiers se qualifient pour les séries éliminatoires, du 9 mars 2021 au 17 avril 2021, jouées au meilleur des 7 matchs. Les 4 derniers jouent une phase de relégation, entre le 9 mars 2021 et le 30 mars 2021. Cette phase est un mini-championnat en matchs aller-retour à l'issue duquel le dernier est relégué en Division 1.
En raison de la pandémie de Covid-19, le déroulement du championnat est difficile : après un mois de compétition, la FFHG décide sa suspension en raison des mesures sanitaires prises par le gouvernement. Cette suspension sera prolongée plusieurs fois,.
Quelques matchs télévisés sont disputés durant le mois de décembre avant une reprise progressive en janvier.
Avec le retard pris sur la compétition, la FFHG change le format du championnat pour la fin de la saison. La Ligue Magnus se déroule donc finalement en simple aller-retour pour une fin de la phase de poule prévue au 3 avril 2021.
Le 5 mars, après de nouvelles réunions, la fédération prend plusieurs décisions concernant la suite du championnat : les play-offs sont annulés, le premier de la saison régulière sera donc sacré champion de France. Les places européennes seront quant à elle attribuées au champion de France pour la Ligue des champions (CHL) et au second de la saison régulière pour la coupe continentale (sous réserve d'attribution de place). Comme acté précédemment, il n'y aura pas de relégation en division inférieure. Concernant les 5 matchs de la seconde phase d'aller-retour déjà joués, il a été voté une règle de trois sur le résultat global des matchs entre les équipes concernées.

#### Résultats
Le score de l'équipe à domicile, située dans la colonne de gauche, est inscrit en premier.
| Résultats (dom.\ext.)                                              | AMI   | ANG  | AGL   | BOR   | BRI   | CER   | CHA | GAP   | GRE | MUL   | NIC | ROU   | AMI | ANG | AGL | BOR | BRI | CER | CHA | GAP | GRE | MUL | NIC   | ROU |
| Amiens                                                             |       | 0-2  | 2-4   | 1-3   | 7-0   | 2-3   | 9-3 | 2-3   | 0-1 | 3-1   | 5-2 | 2-6   |     |     |     |     |     |     |     |     |     |     |       |     |
| Angers                                                             | 3-2   |      | 5-1   | 3-2TF | 7-0   | 4-3Pr | 3-0 | 4-5Pr | 6-4 | 6-1   | 3-0 | 2-5   |     |     |     |     |     |     |     |     |     |     |       |     |
| Anglet                                                             | 5-2   | 3-10 |       | 5-6TF | 6-0   | 5-6   | 5-1 | 1-3   | 4-8 | 2-3   | 5-0 | 0-7   |     |     |     |     |     |     |     |     |     |     | 1-4   | 1-5 |
| Bordeaux                                                           | 2-4   | 3-1  | 3-4   |       | 7-2   | 2-6   | 3-2 | 3-2Pr | 2-5 | 3-6   | 3-0 | 3-2Pr |     |     |     |     |     |     |     |     |     |     |       |     |
| Briançon                                                           | 3-4   | 3-4  | 3-4Pr | 3-8   |       | 4-6   | 2-6 | 0-5   | 4-8 | 5-7   | 2-4 | 0-5   |     |     |     |     |     |     |     |     |     |     | 1-0   |     |
| Cergy-Pontoise                                                     | 3-1   | 2-7  | 5-4   | 2-3   | 1-0Pr |       | 1-3 | 2-8   | 4-8 | 3-2   | 2-3 | 2-7   |     |     |     |     |     |     |     |     |     |     |       |     |
| Chamonix                                                           | 3-7   | 2-3  | 5-2   | 6-4   | 5-0   | 1-3   |     | 4-5   | 1-6 | 0-4   | 4-6 | 1-4   |     |     |     |     |     |     |     |     |     |     |       |     |
| Gap                                                                | 2-3   | 1-3  | 5-4Pr | 1-2   | 2-4   | 1-2   | 5-1 |       | 6-2 | 3-2Pr | 2-3 | 5-4Pr |     |     |     |     |     |     |     |     |     |     | 3-4TF |     |
| Grenoble                                                           | 2-4   | 3-6  | 7-1   | 4-2   | 3-4TF | 4-3   | 4-1 | 4-1   |     | 1-3   | 6-2 | 3-2   |     |     |     |     |     |     |     |     |     |     |       |     |
| Mulhouse                                                           | 2-3   | 1-4  | 3-2   | 3-2   | 2-1   | 4-6   | 2-4 | 3-4Pr | 5-2 |       | 2-5 | 2-4   |     |     |     |     |     |     |     |     |     |     |       |     |
| Nice                                                               | 4-5TF | 2-1  | 4-2   | 4-6   | 1-3   | 2-5   | 1-5 | 1-2   | 2-4 | 3-0   |     | 3-5   |     |     |     | 4-1 |     |     |     |     |     |     |       |     |
| Rouen                                                              | 3-0   | 4-1  |       | 4-2   | 3-2TF | 7-1   | 9-2 | 1-2   | 4-3 | 5-2   | 5-0 |       |     |     |     |     |     |     |     |     |     |     |       |     |
| - Victoire à domicile - Victoire à l'extérieur - Match non disputé |       |      |       |       |       |       |     |       |     |       |     |       |     |     |     |     |     |     |     |     |     |     |       |     |

Pr : Prolongation    -    TF : Tirs de fusillade

#### Classement
Pour l'attribution des points, voir la section « Règlement » ci-dessus.
| Clt   | Équipe         | PJ | V  | VP | D  | DP | BP  | BC  | Diff | Pts |
| ----- | -------------- | -- | -- | -- | -- | -- | --- | --- | ---- | --- |
| +001, | Rouen          | 22 | 17 | 1  | 2  | 2  | 101 | 39  | +62  | 55  |
| +002, | Angers         | 22 | 15 | 2  | 4  | 1  | 88  | 47  | +41  | 50  |
| +003, | Grenoble       | 22 | 14 | 0  | 7  | 1  | 92  | 67  | +25  | 43  |
| +004, | Gap            | 23 | 9  | 5  | 7  | 2  | 74  | 57  | +17  | 37* |
| +005, | Cergy-Pontoise | 22 | 11 | 1  | 9  | 1  | 71  | 82  | -11  | 36  |
| +006, | Amiens         | 22 | 10 | 1  | 11 | 0  | 68  | 60  | +8   | 32  |
| +007, | Bordeaux       | 23 | 9  | 3  | 10 | 1  | 75  | 74  | +1   | 32* |
| +008, | Mulhouse       | 22 | 9  | 0  | 11 | 2  | 60  | 71  | -11  | 29  |
| +009, | Nice           | 26 | 10 | 1  | 14 | 1  | 64  | 83  | -19  | 26* |
| +010, | Anglet         | 23 | 6  | 1  | 14 | 2  | 71  | 97  | -26  | 21* |
| +011, | Chamonix       | 22 | 7  | 0  | 15 | 0  | 60  | 88  | -28  | 21  |
| +012, | Briançon       | 23 | 3  | 1  | 16 | 3  | 46  | 105 | -59  | 13* |

- Vainqueur du trophée Jacques-Lacarrière, champion de France.

##### *Règle de trois[8]
Certaines équipes ayant joué des matchs de la deuxième phase aller-retour avant son annulation, une règle de trois sur les confrontations entre deux équipes a été votée.
- Anglet-Nice :
  - Anglet a gagné 3 points en 3 matchs, après application ils en conservent 2.
  - Nice a gagné 6 points en 3 matchs, après application ils en conservent 4.
- Bordeaux-Nice :
  - Bordeaux a gagné 6 points en 3 matchs, après application ils en conservent 4.
  - Nice a gagné 3 points en 3 matchs, après application ils en conservent 2.
- Briançon-Nice :
  - Briançon a gagné 3 points en 3 matchs, après application ils en conservent 2.
  - Nice a gagné 6 points en 3 matchs, après application ils en conservent 4.
- Gap-Nice :
  - Gap a gagné 4 points en 3 matchs, après application ils en conservent 2 (arrondi à l'entier inférieur de 2,67).
  - Nice a gagné 5 points en 3 matchs, après application ils en conservent 3 (arrondi à l'entier inférieur de 3,33).

## Division 1

### Équipes engagées
| \| Brest Caen Chambéry Cholet Clermont-Ferrand Dunkerque Épinal Marseille Mont-Blanc Montpellier Nantes Neuilly/Marne Strasbourg Tours Légende · Poule Ouest · Poule Est \| Localisation des clubs engagés en Division 1. |
| Brest Caen Chambéry Cholet Clermont-Ferrand Dunkerque Épinal Marseille Mont-Blanc Montpellier Nantes Neuilly/Marne Strasbourg Tours Légende · Poule Ouest · Poule Est                                                     |

Les équipes engagées en Division 1 sont au nombre de 14.
| Club                           | Classement 2019-2020 | Entraîneur                                     | Patinoire                                              | Capacité théorique |
| ------------------------------ | -------------------- | ---------------------------------------------- | ------------------------------------------------------ | ------------------ |
| Bisons de Neuilly-sur-Marne    | 2e                   | François Dusseau                               | Patinoire municipale de Neuilly-sur-Marne              | 700                |
| Albatros de Brest              | 3e                   | Alan Jacob                                     | Rïnkla Stadium                                         | 1 200              |
| Drakkars de Caen               | 4e                   | Luc Chauvel                                    | Patinoire de Caen la Mer                               | 1 499              |
| Remparts de Tours              | 5e                   | Julien Guimard                                 | Patinoire de Tours                                     | 1 760              |
| Yétis du Mont-Blanc            | 6e                   | Éric Sarliève Charles Lamblin Christian Pouget | Patinoire de Saint-Gervais Palais des sports de Megève | 1 800 2 900        |
| Corsaires de Nantes            | 7e                   | Martin Lacroix                                 | Patinoire du Petit Port                                | 1 060              |
| Corsaires de Dunkerque         | 8e                   | Pierrick Rézard                                | Patinoire Michel-Raffoux                               | 1 400              |
| Spartiates de Marseille        | 9e                   | Luc Tardif Junior                              | Palais omnisports Marseille Grand Est                  | 5 504              |
| Éléphants de Chambéry          | 10e                  | Sylvain Roy                                    | Patinoire Buisson Rond                                 | 1 200              |
| Étoile noire de Strasbourg     | 11e                  | Daniel Bourdages                               | Patinoire Iceberg                                      | 2 400              |
| Dogs de Cholet                 | 12e                  | Julien Pihant                                  | Complexe sportif Glisséo                               | 1 200              |
| Vipers de Montpellier          | 13e                  | Raimonds Danilics Marek Michalovic Clément Rey | Patinoire Végapolis                                    | 2 400              |
| Sangliers Arvernes de Clermont | 14e                  | Ramón Sopko                                    | Patinoire Clermont Communauté                          | 2 500              |
| Épinal Hockey Club             | 1er (D2 Poule A)     | Jan Plch                                       | Patinoire de Poissompré                                | 2 500              |

Légende des couleurs
- Promu de Division 2 2019-2020

### Déroulement
La saison régulière se joue normalement du 10 octobre 2020 au 13 mars 2021. Les quatorze équipes sont réunies au sein d'une poule unique qui se joue en matchs aller-retour. Les huit premiers se qualifient pour les séries éliminatoires, dont le vainqueur sera promu en Synerglace Ligue Magnus, après validation par la CNSCG.
En raison de la pandémie de Covid-19, le déroulement du championnat est chaotique : après trois journées, la FFHG décide sa suspension en raison des mesures sanitaires prises par le gouvernement. Cette suspension sera prolongée plusieurs fois.
Le 18 janvier 2021, la fédération annonce que le championnat va être réorganisé. Les matchs devant toujours se dérouler à huis clos, cela engendre des pertes financières importantes pour les clubs. Afin de les diminuer, il est décidé que le championnat se disputera en deux poules géographiques de 7 équipes avec matches aller-retour. La saison régulière se joue donc finalement du 30 janvier 2021 au 21 avril 2021
Les deux premiers de chaque poule sont qualifiés pour les demi-finales.

### Saison régulière

#### Résultats
Le score de l'équipe à domicile, située dans la colonne de gauche, est inscrit en premier.
| Résultats de la Poule A                                            | BRE   | CAE   | CHO   | DUN   | NAN   | NEU | TRS   |
| Albatros de Brest                                                  |       | 0-6   | 3-7   | 2-0   | 5-4Pr | 3-5 | 1-5   |
| Drakkars de Caen                                                   | 1-2   |       | 1-2TF | 3-2   | 1-3   | 5-3 | 3-4   |
| Dogs de Cholet                                                     | 4-3TF | 4-3Pr |       | 5-3   | 3-1   | 4-7 | 4-3TF |
| Corsaires de Dunkerque                                             | 5-0   | 7-4   | 3-1   |       | 3-2   | 2-4 | 7-4   |
| Corsaires de Nantes                                                | 9-2   | 5-3   | 4-3   | 7-2   |       | 5-2 | 3-0   |
| Bisons de Neuilly-sur-Marne                                        | 9-1   | 2-4   | 3-1   | 7-8TF | 4-5   |     | 3-2TF |
| Remparts de Tours                                                  | 8-3   | 4-5   | 5-3   | 6-2   | 3-9   | 3-6 |       |
| - Victoire à domicile - Victoire à l'extérieur - Match non disputé |       |       |       |       |       |     |       |

| Résultats de la Poule B                                            | CHM   | CLE   | ÉPI | MAR        | MON | M-B   | STR   |
| Éléphants de Chambéry                                              |       | 5-1   |     | 0-10       | 4-1 | 3-6   | 6-3   |
| Sangliers Arvernes de Clermont                                     | 4-3   |       | 3-8 | 4-8        | 1-7 | 3-2TF | 2-4   |
| Épinal Hockey Club                                                 | 4-3   |       |     | 2-8        |     | 5-2   | 1-2   |
| Spartiates de Marseille                                            | 10-3  | 5-2   | 3-2 |            | 5-3 | 7-3   | 5-6Pr |
| Vipers de Montpellier                                              | 4-7   | 3-4TF | 4-3 | [ note 5 ] |     | 2-1TF | 1-4   |
| Yétis du Mont-Blanc                                                | 6-1   | 7-3   |     | 4-1        | 7-1 |       | 1-6   |
| Étoile noire de Strasbourg                                         | 5-4TF | 8-3   |     | 2-1        | 3-2 | 3-2TF |       |
| - Victoire à domicile - Victoire à l'extérieur - Match non disputé |       |       |     |            |     |       |       |

Pr. : Prolongation    -    TF : Tirs de fusillade

#### Classement
Pour l'attribution des points, voir la section « Règlement » ci-dessus.
| Clt   | Équipe    | PJ | V | VP | D | DP | BP | BC | Diff | Pts     |
| ----- | --------- | -- | - | -- | - | -- | -- | -- | ---- | ------- |
| +001, | Nantes    | 12 | 9 | 0  | 2 | 1  | 57 | 31 | +26  | 28      |
| +002, | Neuilly   | 12 | 6 | 1  | 4 | 1  | 55 | 43 | +12  | 21      |
| +003, | Cholet    | 12 | 3 | 4  | 5 | 0  | 41 | 39 | +2   | 17      |
| +004, | Dunkerque | 12 | 5 | 1  | 6 | 0  | 44 | 45 | -1   | 17      |
| +005, | Caen      | 12 | 5 | 0  | 5 | 2  | 39 | 38 | +1   | 17      |
| +006, | Tours     | 12 | 5 | 0  | 5 | 2  | 47 | 49 | -2   | 14 (-3) |
| +007, | Brest     | 12 | 2 | 1  | 8 | 1  | 25 | 63 | -38  | 8 (-1)  |

- Qualifié pour les demi-finales

| Clt   | Équipe           | PJ | V | VP | D | DP | BP | BC | Diff | Pts     |
| ----- | ---------------- | -- | - | -- | - | -- | -- | -- | ---- | ------- |
| +001, | Strasbourg       | 11 | 7 | 3  | 1 | 0  | 46 | 28 | +18  | 29 (+2) |
| +002, | Marseille        | 11 | 8 | 0  | 2 | 1  | 63 | 31 | +32  | 27 (+2) |
| +003, | Mont-Blanc       | 11 | 5 | 0  | 3 | 3  | 41 | 35 | +6   | 19 (+1) |
| +004, | Chambéry         | 11 | 4 | 0  | 6 | 1  | 39 | 54 | -15  | 14 (+1) |
| +005, | Montpellier      | 10 | 2 | 1  | 6 | 1  | 28 | 39 | -11  | 10 (+1) |
| +006, | Épinal           | 7  | 3 | 0  | 4 | 0  | 25 | 25 | +0   | 9       |
| +007, | Clermont-Ferrand | 11 | 1 | 2  | 8 | 0  | 30 | 60 | -30  | 7       |

- Qualifié pour les demi-finales

### Phase finale
Afin de déterminer un champion de Division 1, la fédération en accord avec les clubs met en place une formule de "Final Four". Les deux premiers de chaque poule joueront des demi-finales confrontant le 1er d'une poule au 2e de l'autre poule. L'ensemble des matchs se tiendra le week-end du 24 et 25 avril 2021 à l'Aren'ice à Cergy-Pontoise. Les matchs seront retransmis en direct sur le chaîne Sport en France.
|  | Demi-finales                   | Demi-finales                  |                            |   | Finale                  | Finale                  |
|  | Demi-finales                   | Demi-finales                  |                            |   | Finale                  | Finale                  |
|  |                                |                               |                            |   |                         |                         |
|  | 24 avril 2021, Aren'ice        | 24 avril 2021, Aren'ice       |                            |   | 25 avril 2021, Aren'ice | 25 avril 2021, Aren'ice |
|  | 24 avril 2021, Aren'ice        | 24 avril 2021, Aren'ice       |                            |   | 25 avril 2021, Aren'ice | 25 avril 2021, Aren'ice |
|  | A1 Corsaires de Nantes         | 2                             |                            |   | 25 avril 2021, Aren'ice | 25 avril 2021, Aren'ice |
|  | A1 Corsaires de Nantes         | 2                             |                            |   | 25 avril 2021, Aren'ice | 25 avril 2021, Aren'ice |
|  | B2 Spartiates de Marseille     | 5                             |                            |   | 25 avril 2021, Aren'ice | 25 avril 2021, Aren'ice |
|  | B2 Spartiates de Marseille     | 5                             | B2 Spartiates de Marseille | 5 |                         |                         |
|  | 24 avril 2021, Aren'ice        |                               | B2 Spartiates de Marseille | 5 |                         |                         |
|  |                                | B1 Étoile noire de Strasbourg | 1                          |   |                         |                         |
|  | B1 Étoile noire de Strasbourg  | B1 Étoile noire de Strasbourg | 1                          | 4 |                         |                         |
|  | B1 Étoile noire de Strasbourg  |                               |                            | 4 |                         |                         |
|  | A2 Bisons de Neuilly-sur-Marne | 3                             |                            |   |                         |                         |
|  | A2 Bisons de Neuilly-sur-Marne | 3                             |                            |   |                         |                         |

#### Demi-finales
| 24 avril 2021 | Nantes | 2-5 (0-1, 2-0, 0-4) | Marseille | Aren'ice |

| Feuille de match | Feuille de match                                                                       | Feuille de match            | Feuille de match | Feuille de match                                                                   |
| ---------------- | -------------------------------------------------------------------------------------- | --------------------------- | --- | ---------------------------------------------------------------------------------- |
|                  | - André (Brenton, Harald) — 28 min 4 s Léveillé (Hamelin, Genest) — 38 min 19 s (SN) - | 0-1 1-1 2-1 2-2 2-3 2-4 2-5 | Nalliod-Izacard (Lapiks) — 11 min 6 s - Maslovskis (Joubert) — 46 min 1 s Lebedev (Ruotsalainen, Dmitritchev) — 51 min 54 s Makarov (Deshaies, Nalliod-Izacard) — 53 min 17 s (SN) G. Villiot (Dmitritchev, Morillon) — 56 min 10 s | Arbitrage : Marie-Tjana Picavet Juges de lignes: Quentin Ugolini et Samuel Fessier |
| Harald           | Gardiens                                                                               | Vorva                       | | Arbitrage : Marie-Tjana Picavet Juges de lignes: Quentin Ugolini et Samuel Fessier |
| 26 min           | Pénalités                                                                              | 2 min                       | | Arbitrage : Marie-Tjana Picavet Juges de lignes: Quentin Ugolini et Samuel Fessier |
| 36               | Tirs                                                                                   | 40                          | | Arbitrage : Marie-Tjana Picavet Juges de lignes: Quentin Ugolini et Samuel Fessier |

| 24 avril 2021 | Strasbourg | 4-3 (1-0, 2-1, 1-2) | Neuilly-sur-Marne | Aren'ice |

| Feuille de match | Feuille de match | Feuille de match            | Feuille de match | Feuille de match                                                            |
| ---------------- | --- | --------------------------- | --- | --------------------------------------------------------------------------- |
|                  | Olive (Trudeau, Cruchandeau) — 10 min 25 s Olive — 29 min 43 s (SN) Waltz (Trudeau, Leprieult) — 31 min 49 s (SN) - Mensah — 57 min 33 s (SN) | 1-0 2-0 3-0 3-1 3-2 3-3 4-4 | - Simonsen (Valier, Belharfi) — 37 min 48 s Bruche (Giorgi, Marks) — 43 min 17 s Simonsen (Ayotte, Auvitu) — 50 min 3 s (SN) - | Arbitrage : Jimmy Bergamelli Juges de lignes: Fabien Métais et Johan Fauvel |
| Hiadlovský       | Gardiens | Dupuis                      | | Arbitrage : Jimmy Bergamelli Juges de lignes: Fabien Métais et Johan Fauvel |
| 8 min            | Pénalités | 8 min                       | | Arbitrage : Jimmy Bergamelli Juges de lignes: Fabien Métais et Johan Fauvel |
| 31               | Tirs | 31                          | | Arbitrage : Jimmy Bergamelli Juges de lignes: Fabien Métais et Johan Fauvel |

#### Finale
| 25 avril 2021 | Strasbourg | 1-5 (0-1, 1-2, 0-2) | Marseille | Aren'ice |

| Feuille de match | Feuille de match                                 | Feuille de match        | Feuille de match | Feuille de match                                                                                     |
| ---------------- | ------------------------------------------------ | ----------------------- | --- | --- |
|                  | - Rousseau (Trudeau, Hoehe) — 39 min 17 s (SN) - | 0-1 0-2 0-3 1-3 1-4 1-5 | Makarov (Joubert) — 6 min 14 s Nalliod-Izacard (B. Villiot, Cirgues) — 22 min 11 s Makarov (Joubert, Chausserie-Laprée) — 34 min 42 s - B. Villiot (Morillon, Villain) — 53 min 33 s Lebedev (Joubert, Chausserie-Laprée) — 59 min 41 s (SN) | Arbitrage : Jimmy Bergamelli et Marie-Tjana Picavet Juges de lignes: Quentin Ugolini et Johan Fauvel |
| Hiadlovský       | Gardiens                                         | Vorva                   | | Arbitrage : Jimmy Bergamelli et Marie-Tjana Picavet Juges de lignes: Quentin Ugolini et Johan Fauvel |
| 14 min           | Pénalités                                        | 10 min                  | | Arbitrage : Jimmy Bergamelli et Marie-Tjana Picavet Juges de lignes: Quentin Ugolini et Johan Fauvel |
| 24               | Tirs                                             | 42                      | | Arbitrage : Jimmy Bergamelli et Marie-Tjana Picavet Juges de lignes: Quentin Ugolini et Johan Fauvel |

## Division 2

### Équipes engagées
Les équipes engagées en Division 2 sont donc au nombre de vingt (dont trois équipes réserves). Elles sont réparties en deux poules de dix :
| Club                           | Classement 2019-2020 | Entraîneur             | Patinoire                                                   | Capacité théorique |
| ------------------------------ | -------------------- | ---------------------- | ----------------------------------------------------------- | ------------------ |
| Comètes de Meudon              | 2e (Poule A)         | Sylvain Codère         | Patinoire de Meudon                                         | 500                |
| Français volants de Paris      | 3e (Poule A)         | Benoit Guillemot       | Patinoire Sonja-Henie                                       | 350                |
| Dragons de Rouen II            | 4e (Poule A)         | Ari Salo               | L'Île Lacroix                                               | 3 078              |
| Red Dogs d'Amnéville           | 5e (Poule A)         | Ľubomír Pichoňský      | Patinoire du Centre de Loisirs                              | 550                |
| Jets d'Évry Viry               | 6e (Poule A)         | Francis Larivée        | Patinoire des Lacs de l'Essonne Patinoire François Le Comte | 900 250            |
| Lions de Wasquehal             | 7e (Poule A)         | Fabien Chardon         | Patinoire Serge Charles Lille                               | 400                |
| Diables rouges de Valenciennes | 8e (Poule A)         | Romain Sadoine         | Patinoire Valigloo                                          | 700                |
| Coqs de Courbevoie             | 10e (Poule A)        | Pierre-Mathieu Maillot | Patinoire municipale de Courbevoie                          | 700                |
| Phénix de Reims                | 1er (D3 Poule B)     | Ivan Bock              | Patinoire Albert 1er                                        | 700                |
| Ducs d'Angers II               | 2e (D3 Poule A)      | Pierre Sanchez         | Angers IceParc                                              | 3 520              |

| Club                         | Classement 2019-2020 | Entraîneur               | Patinoire                                                                      | Capacité théorique |
| ---------------------------- | -------------------- | ------------------------ | ------------------------------------------------------------------------------ | ------------------ |
| Pingouins de Morzine-Avoriaz | 1er (Poule B)        | Stéphane Gros            | Škoda Arena                                                                    | 1 280              |
| Ours de Villard-de-Lans      | 2e (Poule B)         | Pierre-Antoine Simonneau | Patinoire André Ravix                                                          | 2 000              |
| Lynx de Valence              | 3e (Poule B)         | Jan Dlouhý               | Le Polygone                                                                    | 1 000              |
| Bouquetins du HCMP           | 4e (Poule B)         | Pierre Rossat-Mignod     | Patinoire de Courchevel Patinoire de Méribel Patinoire de Pralognan-la-Vanoise | 1 000 2 500 1 800  |
| Renards de Roanne            | 5e (Poule B)         | Romain Bonnefond         | Patinoire Fontalon                                                             | 1 350              |
| Bélougas de Toulouse-Blagnac | 6e (Poule B)         | Eddy Martin-Whalen       | Patinoire Jacques-Raynaud Patinoire Alex Jany                                  | 1 200 981          |
| Chevaliers du lac d'Annecy   | 7e (Poule B)         | Stéphane Barin           | Complexe Jean Régis                                                            | 1 650              |
| Grizzlys de Vaujany          | 8e (Poule B)         | Fabrice Texier           | Patinoire de Vaujany                                                           | 900                |
| Titans de Colmar             | 9e (Poule B)         | Tarik Chipaux            | Patinoire de Colmar                                                            | 1 200              |
| Dragons de Poitiers          | 1er (D3 Poule C)     | Franck Fazilleau         | Patinoire municipale de Poitiers                                               | 810                |

Légende des couleurs
- Promu de Division 3 2019-2020

### Saison régulière
La saison régulière se joue du 26 septembre 2020 au 20 février 2021.
Les huit premiers de chaque poule se qualifient pour les séries éliminatoires qui se jouent en matchs aller-retour en huitièmes de finale. Les quarts de finale, demi-finales et la finale se déroulent au meilleur des trois matchs ; la 1re rencontre se joue chez l'équipe la moins bien classée, la 2e et éventuellement la 3e chez la mieux classée. Le vainqueur de la finale est sacré champion de Division 2. Il est promu en Division 1.
Les deux derniers de chaque poule jouent une phase de relégation. Cette phase est un mini-championnat en matchs aller-retour à l'issue duquel les deux derniers sont relégués en Division 3.

#### Arrêt de la saison
Le 19 février la Fédération française annonce la fin du championnat de Division 2. Devant l'impossibilité des équipes de pouvoir s'entraîner et dans l'incapacité de reporter les journées de championnats non jouées avant le 30 avril (fin de la saison sportive), la fédération, après concertation avec les clubs et en accord avec une majorité d'entre eux, annule le championnat pour cette saison 2020-2021. Les montées et descentes sont donc figées pour la saison.

#### Poule A
Le score de l'équipe à domicile, située dans la colonne de gauche, est inscrit en premier.
| Résultats (dom.\ext.)                                              | AMN | ANG | COU   | ÉVY | MEU | PAR | REI | ROU | VAC | WAS |
| Galaxians d'Amnéville                                              |     |     |       |     |     |     |     |     |     |     |
| Ducs d'Angers II                                                   | 2-3 |     |       |     |     |     |     |     |     |     |
| Coqs de Courbevoie                                                 |     |     |       |     |     |     |     |     |     | 3-6 |
| Jets d'Évry Viry                                                   |     |     | 3-4TF |     |     |     |     |     |     |     |
| Comètes de Meudon                                                  |     | 5-0 |       |     |     |     |     |     |     |     |
| Français volants de Paris                                          |     |     |       |     |     |     |     |     |     |     |
| Phénix de Reims                                                    |     |     | 5-6   |     |     |     |     |     |     |     |
| Dragons de Rouen II                                                |     |     |       |     |     |     |     |     |     |     |
| Diables rouges de Valenciennes                                     |     |     |       |     |     |     | 3-6 |     |     |     |
| Lions de Wasquehal                                                 |     |     |       |     |     |     |     |     |     |     |
| - Victoire à domicile - Victoire à l'extérieur - Match non disputé |     |     |       |     |     |     |     |     |     |     |

Pr. : Prolongation    -    TF : Tirs de fusillade
| Clt   | Équipe       | PJ | V | VP | D | DP | BP | BC | Diff | Pts |
| ----- | ------------ | -- | - | -- | - | -- | -- | -- | ---- | --- |
| +001, | Meudon       | 2  | 2 | 0  | 0 | 0  | 11 | 5  | +6   | 6   |
| +002, | Wasquehal    | 1  | 1 | 0  | 0 | 0  | 6  | 3  | +3   | 3   |
| +003, | Reims        | 2  | 1 | 0  | 1 | 0  | 11 | 9  | +2   | 3   |
| +004, | Amnéville    | 1  | 1 | 0  | 0 | 0  | 3  | 2  | +1   | 3   |
| +005, | Courbevoie   | 2  | 0 | 1  | 1 | 0  | 7  | 9  | -2   | 2   |
| +006, | Évry Viry    | 1  | 0 | 0  | 0 | 1  | 3  | 4  | -1   | 1   |
| +007, | Paris        | 0  | 0 | 0  | 0 | 0  | 0  | 0  | +0   | 0   |
| +008, | Rouen II     | 0  | 0 | 0  | 0 | 0  | 0  | 0  | +0   | 0   |
| +009, | Valenciennes | 1  | 0 | 0  | 1 | 0  | 3  | 6  | -3   | 0   |
| +010, | Angers II    | 2  | 0 | 0  | 2 | 0  | 2  | 8  | -6   | 0   |

#### Poule B
Le score de l'équipe à domicile, située dans la colonne de gauche, est inscrit en premier.
| Résultats (dom.\ext.)                                              | ANN | COL | CMP | MOR | POI | ROA  | TLS | VAL | VAU   | VIL |
| Chevaliers du lac d'Annecy                                         |     | 6-3 | 1-6 |     |     |      |     |     |       |     |
| Titans de Colmar                                                   |     |     |     | 1-6 |     |      |     |     |       |     |
| Bouquetins du HCMP                                                 |     |     |     |     |     |      |     |     |       | 4-5 |
| Pingouins de Morzine-Avoriaz                                       |     |     |     |     |     |      |     |     |       | 0-1 |
| Dragons de Poitiers                                                |     | 1-2 |     |     |     | 3-17 |     |     |       |     |
| Renards de Roanne                                                  |     |     |     | 1-6 |     |      |     |     |       |     |
| Bélougas de Toulouse-Blagnac                                       |     |     |     |     |     |      |     |     |       |     |
| Lynx de Valence                                                    |     |     |     |     |     |      |     |     | 1-2Pr |     |
| Grizzlys de Vaujany                                                |     |     |     |     |     | 1-2  |     |     |       |     |
| Ours de Villard-de-Lans                                            |     |     |     |     | 7-0 |      |     |     |       |     |
| - Victoire à domicile - Victoire à l'extérieur - Match non disputé |     |     |     |     |     |      |     |     |       |     |

Pr. : Prolongation    -    TF : Tirs de fusillade
| Clt   | Équipe                       | PJ | V | VP | D | DP | BP | BC | Diff | Pts |
| ----- | ---------------------------- | -- | - | -- | - | -- | -- | -- | ---- | --- |
| +001, | Villard-de-Lans              | 3  | 3 | 0  | 0 | 0  | 13 | 4  | +9   | 9   |
| +002, | Morzine-Avoriaz              | 3  | 2 | 0  | 1 | 0  | 12 | 3  | +9   | 6   |
| +003, | Roanne                       | 3  | 2 | 0  | 1 | 0  | 20 | 10 | +10  | 6   |
| +004, | Courchevel Méribel Pralognan | 2  | 1 | 0  | 1 | 0  | 10 | 6  | +4   | 3   |
| +005, | Annecy                       | 2  | 1 | 0  | 1 | 0  | 7  | 9  | -2   | 3   |
| +006, | Colmar                       | 3  | 1 | 0  | 2 | 0  | 6  | 13 | -7   | 3   |
| +007, | Vaujany                      | 2  | 0 | 1  | 1 | 0  | 3  | 3  | +0   | 2   |
| +008, | Valence                      | 1  | 0 | 0  | 0 | 1  | 1  | 2  | -1   | 1   |
| +009, | Toulouse-Blagnac             | 0  | 0 | 0  | 0 | 0  | 0  | 0  | +0   | 0   |
| +010, | Poitiers                     | 3  | 0 | 0  | 3 | 0  | 4  | 26 | -22  | 0   |

## Division 3

### Équipes engagées
Les trente-trois équipes engagées, dont quinze équipes réserves et une équipe basée au Luxembourg, sont réparties en quatre groupes régionaux (le 2 suivant le nom d'une équipe indique qu'il s'agit d'une équipe réserve) :
| Club                       | Classement 2019-2020 | Entraîneur        | Patinoire                         | Capacité théorique |
| -------------------------- | -------------------- | ----------------- | --------------------------------- | ------------------ |
| Aigles de La Roche-sur-Yon | 2e (Poule C)         | Juraj Ocelka      | Complexe Arago                    | 1 200              |
| Hormadi Anglet II          | 3e (Poule C)         | Stéphane Vissio   | Patinoire de la Barre             | 1 200              |
| Remparts de Tours II       | 4e (Poule A)         | Normand Roy       | Patinoire de Tours                | 1 760              |
| Boxers de Bordeaux II      | 4e (Poule C)         | Julien Desrosiers | Patinoire de Mériadeck            | 3 200              |
| Taureaux de feu de Limoges | 5e (Poule C)         | Axel Barnique     | Patinoire municipale des Casseaux | 990                |
| Albatros de Brest II       | 6e (Poule A)         | Serge Toukmatchev | Rïnkla Stadium                    | 1 200              |
| Renards d'Orléans          | 7e (Poule A)         | Jefferson Lannes  | Patinoire du Baron                | 920                |
| Cormorans de Rennes        | 8e (Poule A)         | Yven Sadoun       | Le Blizz                          | 750                |

| Club                            | Classement 2019-2020 | Entraîneur         | Patinoire                         | Capacité théorique |
| ------------------------------- | -------------------- | ------------------ | --------------------------------- | ------------------ |
| Gaulois de Châlons-en-Champagne | 9e (D2 Poule A)      | Juraj Sadloň       | Patinoire Cités Glace             | 700                |
| Drakkars de Caen II             | 1er (Poule A)        | Martial Janil      | Patinoire de Caen la mer          | 1 499              |
| Castors d'Asnières              | 2e (Poule B)         | Guillaume Dalsasso | Patinoire des Courtilles          | 1 421              |
| Caribous de Seine-et-Marne      | 3e (Poule A)         | Romain Danton      | Patinoire La Cartonnerie          | 450                |
| Tigres de l'ACBB                | 5e (Poule A)         | Rémy Parisot       | Patinoire de Boulogne-Billancourt | 1 800              |
| Grizzly de Garges               | 5e (Poule B)         | Eddy Dana          | Patinoire du Val de France        | 700                |
| Jokers de Cergy-Pontoise II     | 6e (Poule B)         | Pavol Mihálik      | Aren'ice                          | 3 000              |
| Lions de Compiègne              | 8e (Poule B)         | Dimitri Bogus      | Patinoire de Compiègne            | 400                |
| Élans de Champigny              | NC                   | Harond Litim       | Patinoire de Champigny-sur-Marne  | 450                |

| Club                          | Classement 2019-2020 | Entraîneur         | Patinoire                        | Capacité théorique |
| ----------------------------- | -------------------- | ------------------ | -------------------------------- | ------------------ |
| Strasbourg II                 | 10e (D2 Poule B)     | Alastair Franc     | Patinoire Iceberg                | 2 400              |
| Chevaliers du lac d'Annecy II | 2e (Poule D)         | Thomas Bussat      | Complexe Jean Régis              | 1 650              |
| Ducs de Dijon                 | 3e (Poule B)         | Michal Divisek     | Patinoire Trimolet               | 1 000              |
| Tornado Luxembourg            | 4e (Poule B)         | Petr Fical         | Patinoire de Kockelscheuer       | 1 000              |
| Éléphants de Chambéry II      | 6e (Poule D)         | Kevin Grabit       | Patinoire Patinoire Buisson Rond | 1 200              |
| Graoullys de Metz             | 7e (Poule B)         | Christer Eriksson  | Ice Arena de Metz                | 500                |
| Épinal Hockey Club II         | NC                   | Benoît Quessandier | Patinoire de Poissompré          | 2 500              |
| Lions de Lyon                 | NC                   | Gérald Guennelon   | Patinoire Charlemagne            | 4 200              |

| Club                          | Classement 2019-2020 | Entraîneur          | Patinoire                             | Capacité théorique |
| ----------------------------- | -------------------- | ------------------- | ------------------------------------- | ------------------ |
| Castors d'Avignon             | 1er (Poule D)        | Cédric Boucamus     | Palais de la Glace                    | 500                |
| Aigles de Nice II             | 3e (Poule D)         | -                   | Palais des sports Jean-Bouin          | 1 200              |
| Diables rouges de Briançon II | 4e (Poule D)         | Nicolas Herzer      | Patinoire René-Froger                 | 2 300              |
| Boucaniers de Toulon          | 5e (Poule D)         | Jozef Držík         | Palais omnisports Marseille Grand Est | 5 504              |
| Krokos de Nîmes               | 7e (Poule D)         | Raphaël Facchini    | Patinoire de Nîmes                    | 300                |
| Ours de Villard-de-Lans II    | 9e (Poule D)         | Pierre Piquemal     | Patinoire André Ravix                 | 2 000              |
| Rapaces de Gap II             | NC                   | Baptiste Arpin      | Alp'Arena                             | 2 930              |
| Lynx de Valence II            | NC                   | Jean-Michel Bortino | Le Polygone                           | 1 000              |

- Légende des couleurs

- Rétrogradé de Division 2 2019-2020
- Nouvelle équipe

### Saison régulière
La saison régulière se joue du 26 septembre 2020 au 20 février 2021.
Les trente-trois équipes engagées sont réparties en quatre poules (de huit ou neuf équipes), les matchs se jouent en aller-retour. Les quatre premiers de chaque groupe se qualifient pour la phase finale.
Durant la phase finale qui se joue en matchs aller-retour (ainsi quand il y a match nul, il n'y a pas de prolongation, le score est conservé tel quel), le score cumulé désignant le vainqueur, les qualifiés du groupe A affrontent ceux du groupe B et ceux du groupe C sont opposés à ceux du groupe D. Les vainqueurs des quarts de finale se qualifient pour le carré final.
Les quatre qualifiés pour le carré final sont rassemblés au sein d'une poule unique qui se joue en matchs simples. L'équipe finissant à la première place est sacrée championne de Division 3. Le champion et le deuxième sont promus en Division 2.
- Pour l'attribution des points, voir la section « Règlement » ci-dessus.

#### Arrêt de la saison
Le 19 février la Fédération française annonce la fin du championnat de Division 2. Devant l'impossibilité des équipes de pouvoir s'entraîner et dans l'incapacité de reporter les journées de championnats non jouées avant le 30 avril (fin de la saison sportive), la fédération, après concertation avec les clubs et en accord avec une majorité d'entre eux, annule le championnat pour cette saison 2020-2021. Les montées et descentes sont donc figées pour la saison.

#### Groupe A
Le score de l'équipe à domicile, située dans la colonne de gauche, est inscrit en premier.
| Résultats (▼dom., ►ext.)                                           | AGL | BOR  | BRE | LRY  | LIM  | ORL | REN | TRS |
| Hormadi Anglet II                                                  |     | 9-5  |     |      | 11-1 |     |     |     |
| Boxers de Bordeaux II                                              |     |      |     |      |      |     |     |     |
| Albatros de Brest II                                               | 2-4 |      |     |      |      | 6-3 |     |     |
| Aigles de La Roche-sur-Yon                                         |     |      |     |      |      |     |     | 4-8 |
| Taureaux de feu de Limoges                                         |     | 3-6  |     | 3-17 |      |     |     |     |
| Renards d'Orléans                                                  |     |      |     | 0-18 |      |     | 6-4 |     |
| Cormorans de Rennes                                                | 3-5 |      | 9-5 |      |      |     |     |     |
| Remparts de Tours II                                               |     | 11-7 |     |      |      |     | 8-2 |     |
| - Victoire à domicile - Victoire à l'extérieur - Match non disputé |     |      |     |      |      |     |     |     |

| Clt   | Équipe           | PJ | V | VP | D | DP | BP | BC | Diff | Pts |
| ----- | ---------------- | -- | - | -- | - | -- | -- | -- | ---- | --- |
| +001, | Anglet II        | 4  | 4 | 0  | 0 | 0  | 29 | 11 | +18  | 12  |
| +002, | Tours II         | 3  | 3 | 0  | 0 | 0  | 27 | 13 | +14  | 9   |
| +003, | La Roche-sur-Yon | 3  | 2 | 0  | 1 | 0  | 39 | 11 | +28  | 6   |
| +004, | Rennes           | 4  | 1 | 0  | 3 | 0  | 18 | 24 | -6   | 3   |
| +005, | Brest II         | 3  | 1 | 0  | 2 | 0  | 13 | 17 | -3   | 3   |
| +006, | Orléans          | 3  | 1 | 0  | 2 | 0  | 9  | 28 | -19  | 3   |
| +007, | Bordeaux II      | 3  | 1 | 0  | 2 | 0  | 18 | 23 | -5   | 3   |
| +008, | Limoges          | 3  | 0 | 0  | 3 | 0  | 7  | 34 | -27  | 0   |

#### Groupe B
Le score de l'équipe à domicile, située dans la colonne de gauche, est inscrit en premier.
| Résultats (▼dom., ►ext.)                                           | ASN | BOU  | CAE | CER | CHL  | CMP | COM | DAM | GAR |
| Castors d'Asnières                                                 |     |      |     | 5-2 |      |     |     |     |     |
| Tigres de l'ACBB                                                   |     |      |     |     |      |     |     |     |     |
| Drakkars de Caen II                                                |     |      |     |     |      |     |     |     |     |
| Jokers de Cergy-Pontoise II                                        |     |      |     |     | 2-10 |     |     |     |     |
| Gaulois de Châlons-en-Champagne                                    |     |      |     |     |      |     |     |     |     |
| Élans de Champigny                                                 |     |      |     |     |      |     |     |     |     |
| Lions de Compiègne                                                 |     |      |     |     | 1-3  |     |     |     |     |
| Caribous de Seine-et-Marne                                         | 6-3 | 10-2 |     |     |      |     |     |     |     |
| Grizzly de Garges                                                  |     |      |     |     |      |     |     |     |     |
| - Victoire à domicile - Victoire à l'extérieur - Match non disputé |     |      |     |     |      |     |     |     |     |

| Clt   | Équipe               | PJ | V | VP | D | DP | BP | BC | Diff | Pts |
| ----- | -------------------- | -- | - | -- | - | -- | -- | -- | ---- | --- |
| +001, | Dammarie             | 2  | 2 | 0  | 0 | 0  | 16 | 5  | +11  | 6   |
| +002, | Châlons-en-Champagne | 2  | 2 | 0  | 0 | 0  | 13 | 3  | +10  | 6   |
| +003, | Asnières-sur-Seine   | 2  | 1 | 0  | 1 | 0  | 8  | 8  | +0   | 3   |
| +004, | Caen II              | 0  | 0 | 0  | 0 | 0  | 0  | 0  | +0   | 0   |
| +005, | Champigny            | 0  | 0 | 0  | 0 | 0  | 0  | 0  | +0   | 0   |
| +006, | Garges               | 0  | 0 | 0  | 0 | 0  | 0  | 0  | +0   | 0   |
| +007, | Compiègne            | 1  | 0 | 0  | 1 | 0  | 1  | 3  | -2   | 0   |
| +008, | Boulogne-Billancourt | 1  | 0 | 0  | 1 | 0  | 2  | 10 | -8   | 0   |
| +009, | Cergy-Pontoise II    | 2  | 0 | 0  | 2 | 0  | 4  | 15 | -11  | 0   |

#### Groupe C
Le score de l'équipe à domicile, située dans la colonne de gauche, est inscrit en premier.
| Résultats (▼dom., ►ext.)                                           | ANN | CHM  | DIJ  | ÉPI | LUX | LYO  | MTZ | STR |
| Chevaliers du lac d'Annecy II                                      |     |      |      |     | 3-2 |      |     |     |
| Éléphants de Chambéry II                                           |     |      |      |     |     |      |     |     |
| Ducs de Dijon                                                      |     | 14-6 |      |     |     |      |     |     |
| Épinal Hockey Club II                                              |     |      | 0-10 |     |     |      | 2-5 |     |
| Tornado Luxembourg                                                 |     |      |      |     |     |      |     | 3-4 |
| Lions de Lyon                                                      |     |      |      |     |     |      |     |     |
| Graoullys de Metz                                                  |     |      |      |     |     |      |     | 3-7 |
| CSG Strasbourg II                                                  |     | 4-6  |      |     |     | 4-10 |     |     |
| - Victoire à domicile - Victoire à l'extérieur - Match non disputé |     |      |      |     |     |      |     |     |

| Clt   | Équipe        | PJ | V | VP | D | DP | BP | BC | Diff | Pts |
| ----- | ------------- | -- | - | -- | - | -- | -- | -- | ---- | --- |
| +001, | Dijon         | 2  | 2 | 0  | 0 | 0  | 24 | 6  | +18  | 6   |
| +002, | Strasbourg II | 4  | 2 | 0  | 2 | 0  | 19 | 22 | -3   | 6   |
| +003, | Lyon          | 1  | 1 | 0  | 0 | 0  | 10 | 4  | +6   | 3   |
| +004, | Annecy II     | 1  | 1 | 0  | 0 | 0  | 3  | 2  | +1   | 3   |
| +005, | Metz          | 2  | 1 | 0  | 1 | 0  | 8  | 9  | -1   | 3   |
| +006, | Chambéry II   | 2  | 1 | 0  | 1 | 0  | 12 | 18 | -6   | 3   |
| +007, | Luxembourg    | 2  | 0 | 0  | 2 | 0  | 5  | 7  | -2   | 0   |
| +008, | Épinal II     | 2  | 0 | 0  | 2 | 0  | 2  | 15 | -13  | 0   |

#### Groupe D
Le score de l'équipe à domicile, située dans la colonne de gauche, est inscrit en premier.
| Résultats (▼dom., ►ext.)                                           | AVI | BRI  | GAP | NIC | NÎM | TLN | VAL | VIL |
| Castors d'Avignon                                                  |     |      |     |     |     | 9-0 |     |     |
| Diables rouges de Briançon II                                      |     |      | 1-4 |     |     |     |     |     |
| Rapaces de Gap II                                                  |     |      |     |     |     |     |     |     |
| Aigles de Nice II                                                  |     |      |     |     |     |     |     |     |
| Krokos de Nîmes                                                    |     |      |     |     |     |     |     |     |
| Boucaniers de Toulon                                               |     |      |     |     |     |     |     |     |
| Lynx de Valence II                                                 | 0-4 | 3-10 |     |     |     |     |     | 2-5 |
| Ours de Villard-de-Lans II                                         |     |      |     |     |     | 2-9 |     |     |
| - Victoire à domicile - Victoire à l'extérieur - Match non disputé |     |      |     |     |     |     |     |     |

| Clt   | Équipe             | PJ | V | VP | D | DP | BP | BC | Diff | Pts |
| ----- | ------------------ | -- | - | -- | - | -- | -- | -- | ---- | --- |
| +001, | Avignon            | 2  | 2 | 0  | 0 | 0  | 13 | 0  | +13  | 6   |
| +002, | Gap II             | 1  | 1 | 0  | 0 | 0  | 4  | 1  | +3   | 3   |
| +003, | Briançon II        | 2  | 1 | 0  | 1 | 0  | 11 | 7  | +4   | 3   |
| +004, | Toulon             | 2  | 1 | 0  | 1 | 0  | 9  | 11 | -2   | 3   |
| +005, | Villard-de-Lans II | 2  | 1 | 0  | 1 | 0  | 7  | 11 | -4   | 3   |
| +006, | Nice II            | 0  | 0 | 0  | 0 | 0  | 0  | 0  | +0   | 0   |
| +007, | Nîmes              | 0  | 0 | 0  | 0 | 0  | 0  | 0  | +0   | 0   |
| +008, | Valence II         | 3  | 0 | 0  | 3 | 0  | 5  | 19 | -14  | 0   |